# Ґвіл
Ґвіл (англ. Gweal) — скелястий острів в архіпелазі островів Сіллі, Велика Британія, омивається Кельтським морем.